# Rivière de la Corneille (Sankt-Lorenz-Golf)
Der Rivière de la Corneille (corneille französisch für „Rabenkrähe“) ist ein Zufluss des Sankt-Lorenz-Golfs in der Verwaltungsregion Côte-Nord der kanadischen Provinz Québec.

## Flusslauf
Der Rivière de la Corneille entspringt in der MRC Minganie im Hinterland der südlichen Labrador-Halbinsel. Der Fluss verläuft in überwiegend südlicher Richtung durch den Kanadischen Schild. Es befinden sich mehrere Seen und Flussverbreiterungen entlang dem Flusslauf. Am Unterlauf liegen die Seen Lac du Vingt-Deuxième Mille, Lac en Travers, Lac Ferland, Lac Turgeon und Lac Tanguay.
Der Fluss mündet schließlich 4 km westlich von Baie-Johan-Beetz in die zwischen der Ile d’Anticosti und der Labrador-Halbinsel gelegenen Jacques-Cartier-Straße. Der Rivière de la Corneille hat eine Länge von 77 km. Er entwässert ein Areal von 559 km² und besitzt einen mittleren Abfluss von 16 m³/s. Das Einzugsgebiet grenzt im Osten an das des Rivière Piashti und im Westen an das des Rivière Romaine.
Die Route 138 überquert den Rivière de la Corneille kurz vor dessen Mündung.
Der Rivière de la Corneille bildet das Habitat von Wandersaibling, Atlantischem Lachs, Meerforelle und Bachsaibling. Außerdem befindet sich im Flusssystem eine landgebundene Population an Atlantischen Lachsen.
Ein lokales Tourismusunternehmen bietet in den Sommermonaten Angeltouren auf dem Fluss an.